# Eirene (måne)
Eirene är en av Jupiters månar. Den upptäcktes i februari 2003 av Scott S. Sheppard vid University of Hawaii. Eirene är cirka 4 kilometer i diameter och roterar kring Jupiter på ett avstånd av cirka 23 495 000 kilometer.
Månen fick den provisoriska beteckningen S/2003 J5 och Jupiter LVII och namngavs 2019 till Eirene efter fredens gudinna i den grekiska mytologin.